# Check-in
Der Check-in ([ˈt͡ʃɛkˌʔɪn]; deutsch „Prüfung, Kontrolle beim Zutritt“) ist ein Anglizismus für Organisationsmittel, bei dem Reisende sich formell in einem Flughafen, Hafen oder Hotel anmelden und abgefertigt werden. Einen Check-in gibt es auch bei sozialen Netzwerken.

## Allgemeines
Mit dem Check-in weisen die Reisenden zunächst ihre Anwesenheit nach und bekunden damit ihren Willen, eine bestimmte Flugreise, Schiffsreise oder Hotelbuchung in Anspruch zu nehmen. Wer nicht zum Check-in erscheint, gilt als No-show. Die Prozedur des Check-in (englisch check-in time) erfordert insbesondere bei Flugreisen einen Zeitraum von mindestens einer Stunde je nach Verkehrsstärke.

## Umfang
Das Check-in umfasst insbesondere bei Flugreisen
- die Identitätsfeststellung des Reisenden durch Vorlage des Flugtickets, Schiffstickets oder der Hotelreservierung nebst Vorlage des Personalausweises oder Reisepasses am Schalter. Bei Auslandsreisen kann ein Visum erforderlich werden.
- Die Zuweisung eines Sitzplatzes durch Ausstellung einer Bordkarte.
- Das Wiegen des Reisegepäcks, Vermerk auf dem Flugticket und die Gepäckbeförderung durch die Gepäckabfertigung in das Transportmittel.

Nicht zum Check-in gehören die nachfolgende Sicherheitskontrolle, der Aufenthalt am Flugsteig und das Boarding.
Für Flugpassagiere der First Class und Business Class sind meist eigene Check-in-Schalter vorgesehen.

## Arten
Unterschieden wird am Flughafen zwischen dem Flight Check-in, Gate Check-in und Quick Check-in. Beim Flight Check-in gibt es für jeden Flug einen separaten Schalter, beim Gate Check-in befinden sich die Schalter im Flughafenterminal am Abfluggate; das Quick Check-in ist für elektronische Flugtickets vorgesehen (E-Check-in).

### Flugreisen

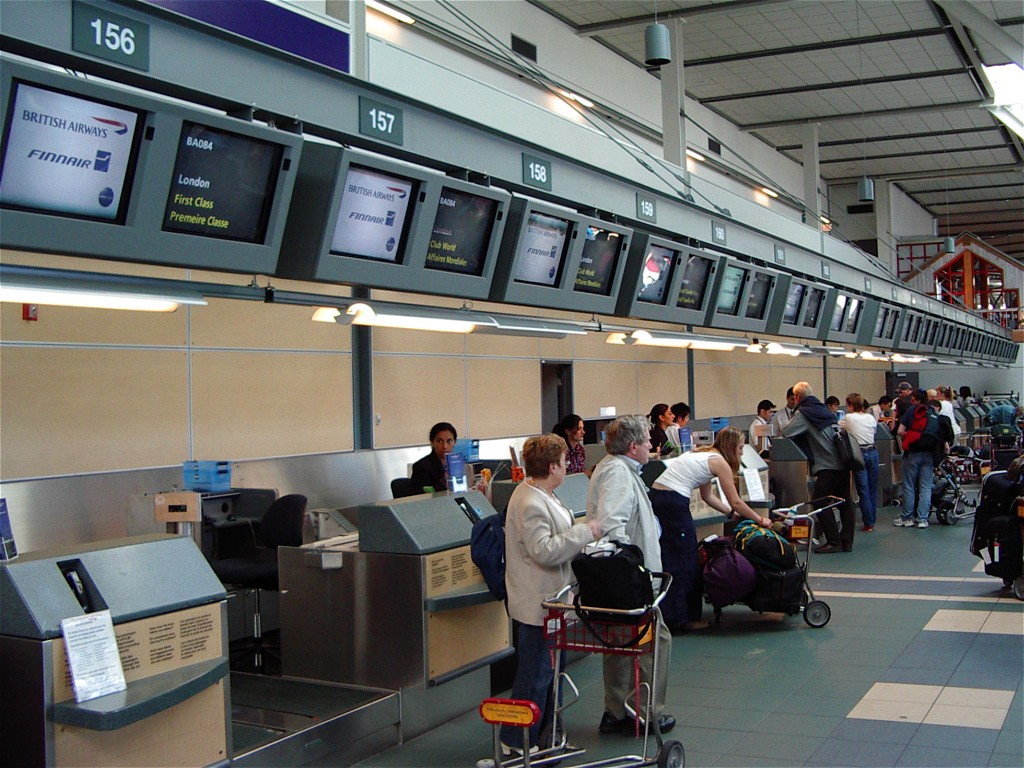
Check-in-Schalter am Vancouver International Airport

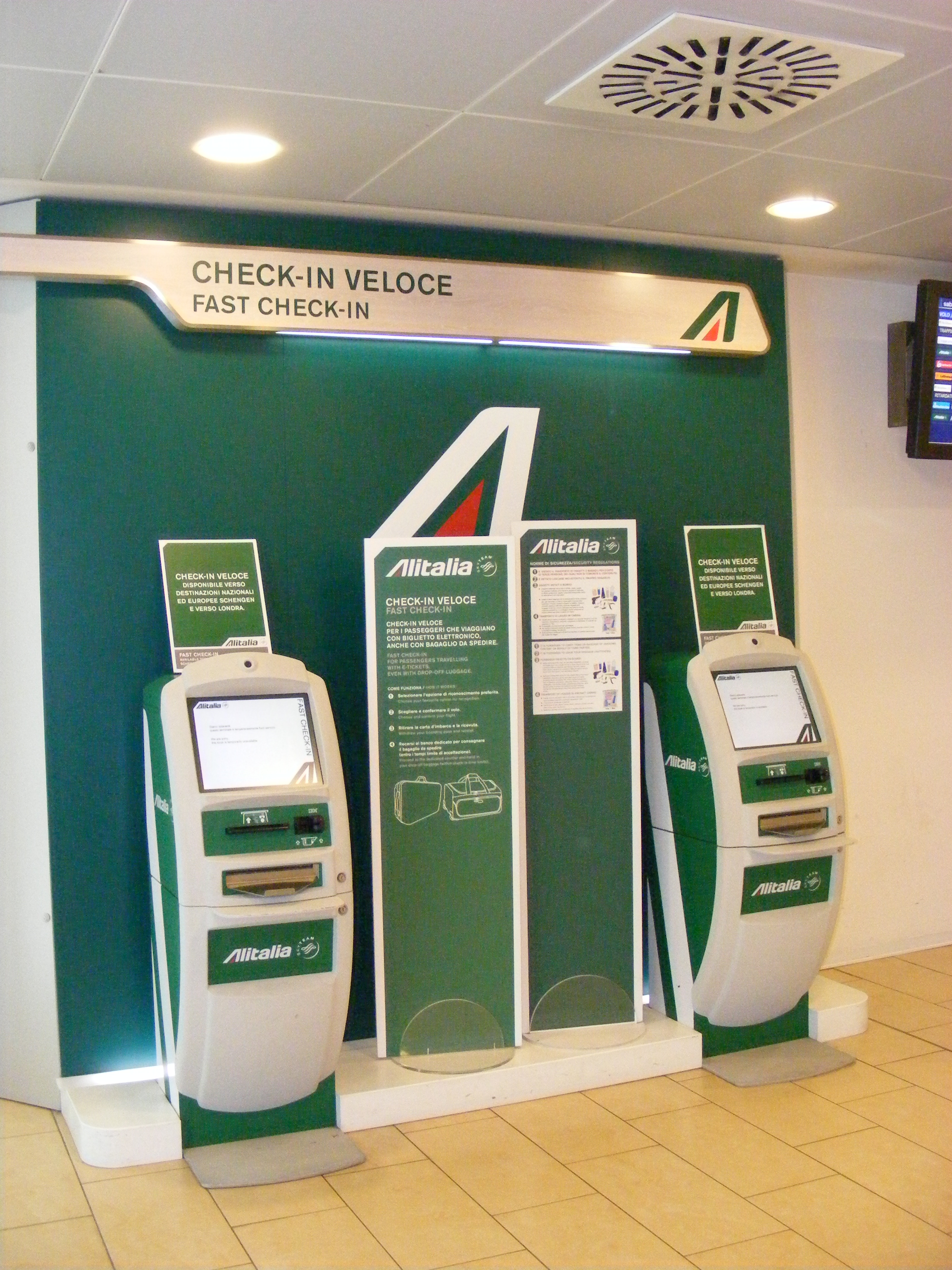
Check-in-Automaten der Alitalia am Flughafen Florenz

Der Begriff „Check-in“ ist insbesondere bei Flugreisen üblich. Beim klassischen Check-in am Schalter wird nach Vorlage eines Ausweisdokuments ein Platz im Flugzeug vergeben und gegebenenfalls Reisegepäck entgegengenommen, welches nicht als Handgepäck an Bord genommen werden darf oder soll. Der Passagier erhält dann die Bordkarte. Hat er Gepäck aufgegeben, wird ein weiß-grüner Aufkleber (englisch Tag number receipt) auf die Rückseite der Bordkarte geklebt, der unter anderem das Gewicht, die Stückzahl und die Gepäcknummer enthält. Dadurch besteht bei Verlust des Gepäckstückes eine Identifizierungsmöglichkeit. Der Check-in wird üblicherweise an einem Check-in-Schalter durchgeführt, der mit einer Gepäckförderanlage für das aufgegebene Gepäck verbunden ist. Diese Schalter sind nach Fluggesellschaften und innerhalb dieser ggf. auch nach Sitzklassen getrennt. Nach dem Check-in geht der Fluggast zur Sicherheitskontrolle und dann zum Gate.
Beim Online-Check-in (oder E-Check-in oder Mobile Check-in) führt der Kunde den Vorgang ganz oder teilweise selbst über das Internet (Website oder App) durch. Hat er dabei eine Bordkarte erhalten und verfügt über kein aufzugebendes Gepäck, spart er die Zeit des herkömmlichen Check-in und geht direkt zur Sicherheitskontrolle und zum Gate, wo er die Bordkarte jeweils ausgedruckt oder auf dem Display seines Handys vorzeigt. Online-Check-in wird allerdings noch nicht in allen Ländern und auf allen Flügen angeboten oder die Bordkarte muss trotz Online-Check-in am Schalter abgeholt werden. Insbesondere Billigfluggesellschaften verlangen in ihrem günstigsten Tarif oft eine Gebühr, wenn der Kunde den Online-Check-in nicht rechtzeitig durchführt. Der Zeitraum, in dem der Online-Check-in durchgeführt werden kann, unterscheidet sich nach Fluggesellschaft.
Eine weitere Möglichkeit stellt der Vorabend-Check-in, auch Late-Night Check-In genannt, dar. Hierbei kann der Passagier sein Gepäck bereits am Vorabend (in der Regel zwischen 18 und 20 Uhr) am Flughafen aufgeben, meist gegen eine geringe Gebühr.

### Bahnreisen
Auch bei Bahnreisen kann ein Check-in erforderlich sein, beispielsweise bei den Hochgeschwindigkeitszügen Eurostar.
Die Deutsche Bahn bietet in sämtlichen ICE-Zügen den Komfort-Check-in an. Hierbei gibt der Fahrgast unter Angabe seiner Auftragsnummer und des Namens an, auf welchem Sitz er Platz genommen hat. Eine Kontrolle des Fahrscheins durch das Zugbegleitpersonal entfällt dadurch.

### Schiffsreisen
Bei maritimer Personenschifffahrt sowie bei Fähr- und Kreuzfahrten ist ebenfalls das Procedere des Check-in üblich. Die Organisation orientiert sich weitgehend an der Flughafenabwicklung. Die Check-in time kann bei Kreuzfahrten höher sein als im Flugverkehr. Der Check-in beginnt beispielsweise in den Emiraten vier Stunden vor Abfahrt. Spätestens zwei Stunden vor Abfahrt müssen bei großen Schiffen alle Gäste an Bord sein. Bei kleineren Schiffen reicht eine Stunde.

### Hotelaufenthalt
Bei Hotelaufenthalten wird dieser Begriff ebenfalls verwendet. Hier beinhaltet der Check-in das Erfassen der Personalien des Gastes mit Hilfe eines Meldescheines, ggf. das Prüfen der Kreditwürdigkeit sowie das Aushändigen des Zimmerschlüssels an der Rezeption.

## Check-out
Weniger bei Flugreisen, aber mehr in Hotels und Schiffen (Kreuzfahrtschiffe) ist auch ein umfangreiches Check-out (deutsch „Kontrolle beim Ausgang“) erforderlich. Hauptgrund ist, dass bei Flugreisen die Kaufpreise für Flugtickets stets als Vorauszahlung zu leisten sind und der Fluggast nach der Landung keine Verbindlichkeiten mehr aus der Flugreise hat, während bei Hotel- und Schiffsaufenthalten oft besondere Leistungen (Speisen, Minibar) erst nachträglich feststehen und zahlbar sind. In Hotels ist die Check-out-time jener Zeitpunkt, an dem der Hotelgast sein Hotelzimmer geräumt und verlassen haben muss, um sich bei der Rezeption für die Abreise abzumelden.
Unter Late Check-out versteht man einen Service, der es Hotelgästen ermöglicht, länger als bis zu regulären Check-out-Zeit in ihrer Unterkunft zu bleiben und erst später abzureisen. Der genaue Zeitpunkt, bis zu dem ein Late Check-out möglich ist, variiert von Hotel zu Hotel, liegt aber meistens zwischen 14:00 und 16:00 Uhr. Ein Late Check-out kostet in der Regel eine zusätzliche Gebühr.

## Soziale Netzwerke
Einige soziale Netzwerke erlauben es ihren Nutzern, an einem realen Standort „einzuchecken“ und so Freunden oder anderen Nutzern mitzuteilen, wo sie sich gerade befinden. Bekannte Beispiele aus den USA sind hier Facebook, Foursquare, Yelp, Swarm und Gowalla. In Deutschland haben sich Dienste wie Friendticker, Dailyplaces oder Qype gebildet, die den Check-in ebenso in ihre Anwendungen integrieren. Der Check-in erfolgt dabei über eine Mobile App auf einem Smartphone. Grundlage ist die Ortung des Nutzers über das integrierte (A)GPS. Zusätzlich zur Kommunikation des eigenen Standpunktes werden in Kooperation mit Werbepartnern Anreize, sogenannte Goodies, wie beispielsweise Gutscheine oder Eintrittskarten angeboten, die der Nutzer mit einer bestimmten vorher vom Anbieter festgelegten Anzahl von Check-ins gewinnen kann. So veranstaltete etwa Friendticker eine Aktion, bei der an sieben Punkten in Berlin mit dem Smartphone eingecheckt werden musste, um an eine DVD zu gelangen.